# Хоткевич Андрій Володимирович
Андрі́й Володи́мирович Хотке́вич (нар. 4 травня 1954, Харків — пом. 6 лютого 2019) — радянський, український фізик-експериментатор, доктор фізико-математичних наук, професор Харківського національного університету імені В. Н. Каразіна, провідний науковий співробітник Фізико-технічного інституту низьких температур імені Б. І. Вєркіна НАН України.

## Біографія
Хоткевич Андрій Володимирович і брат — близнюк Володимир Володимирович народилися 4 травня 1954 у Харкові. Онук Гната Мартиновича Хоткевича, син Володимира Гнатовича Хоткевича. У 1976 з відзнакою закінчив фізичний факультет Харківського державного університету і був прийнятий до аспірантури Фізико-технічного інституту низьких температур АН УРСР. Кандидатську роботу виконував під керівництвом І. К. Янсона. Ступінь кандидата фізико-математичних наук здобув у 1981. Лауреат молодіжної Премії I ступеня ЦК комсомолу України та республіканської ради науково-технічних товариств (1984) (зі співавторами). Докторську дисертацію захистив у 1991. З 1996—2019 працював на посаді провідного наукового співробітника відділу мікроконтактної спектроскопії ФТІНТ. Автор і співавтор близько 150 наукових праць. Спільно з І. К. Янсоном підготував перший у світовій літературі атлас мікроконтактних спектрів електрон — фононної взаємодії в металах. З 2011 за сумісництвом був професором кафедри фізики низьких температур фізичного факультету ХНУ імені В. Н. Каразіна. Викладав курси лекцій «Електронні властивості металів», «Сучасні методи експериментальних досліджень».

## Наукова діяльність
Наукова діяльність А. В. Хоткевича пов'язана з дослідженнями низькотемпературної фізики металів та надпровідності.
- Експериментально отримав мікроконтактні спектри електрон — фононної взаємодії в низці металів: молібдені, індії, талії, родії, іридії, осмії, рутенії, олові, свинці, марганці, платині, ртуті, цирконії, миш'яку.[6]
- Застосував метод мікроконтактної спектроскопії для дослідження надпровідників[4].
- За допомогою мікроконтактних методів дослідив електрон — фононну взаємодію в низці органічних шаруватих металів та напівпровідників.
- Запропонував новий спосіб одержання мікроконтактів[7]. (усе у співавторстві)

## Вибрані публікації
1. Khotkevich A.V., Yanson I.K. Atlas of point contact spectra of electron-phonon interactions in metals. — Kluwer Academic Publishers: Boston/Dordrecht/London (1995) 168 p.
2. Балкашин О. П., Янсон И. К., Хоткевич А. В. Туннельный эффект в сверхпроводниках с неравновесным заполнением квазичастичных состояний под лазерным облучением. ЖЭТФ 72, вып.3 (1977) 1182—1191.
3. Хоткевич А. В., Янсон И. К., Лазарева М. Б., Соколенко В. И., Стародубов Я. Д. Влияние плоскостей двойникования на спектр электрон-фононного взаимодействия в олове. ЖЭТФ 98, вып.11 (1990) 1672—1679.
4. Yanson I.K., Fisun V.V, Hesper R., Khotkevich A.V., Krans J.M., Mydosh J.A., van Ruitenbeek J.M. Size dependence of Kondo scattering in point contacts. Phys. Rev. Lett. 74, No.2 (1995) 302—305.
5. Khotkevich A.V. Modern state of the point contact spectroscopy of electron-phonon interaction in transition metals. Physica B 218 (1996) 31-34.
6. G.V. Kamarchuk, A.V. Khotkevich, V.M. Bagatsky, V.G. Ivanov, P. Molinié, A. Leblanc, E. Faulques. Direct determination of Debye temperature and electron-phonon interaction in 1 T− VSe 2. Physical Review B 63 (7), 073107
7. Kamarchuk G.V., Kolobov I.G., Khotkevich A.V., Yanson I.K., Pospelov A.P., Levitsky I.A., Euler W.B. New chemical sensors based on point heterocontacts between single wall carbon nanotubes and gold wires. Sensors and Acuators B 134 (2008) 1022—1026.
8. Khotkevych V.V., Khotkevych N.V., Morlok S.V., Konopatskyi B.L., Khotkevych A.V. Electron-phonon interaction and nonlinear transport phenomena in solid Hg point-contacts. J.of Physics, Conf. Series 150 (2009) 022036, 4 p.